# 윤동주 친필원고
윤동주 친필원고는 서울특별시 서대문구 연세대학교 학술정보원에 있는, 시인 윤동주(1917~1945)의 유일한 친필원고이다. 2018년 5월 8일 대한민국의 국가등록문화재 제712호로 지정되었다.

## 개요
우리나라의 대표적 시인 윤동주(1917~1945)의 유일한 친필원고이다. 개작(改作) 등을 포함하여 시 144편과 산문 4편이 쓰여 있는 「윤동주 친필원고」는 ‘하늘과 바람과 별과 詩’와 같이 개별 원고를 하나로 묶은 시집 3책과 산문집 1책, 낱장 원고 등으로 되어있다. 광복직후 북간도에서 서울로 와, 형의 자취와 행적을 찾아다니던 동생 윤일주에게 고인의 유고와 유품을 가지고 있던 친지들이 전해주었고, 시인의 여동생 윤혜원이 고향을 떠나며 가지고 온 것이 더해졌다. 이렇게 모인 유품들을 60년가량 윤일주(1985년 작고) 가족이 보관하고 있다가 2013년 2월 연세대학교에 기증하였다. 정부에서는 고인의 공훈을 기리기 위하여 1990년 대한민국 건국훈장 독립장을 추서하였다.

## 참고 자료
- 윤동주 친필원고 - 국가유산청 국가유산포털